# USS Essex (1856)

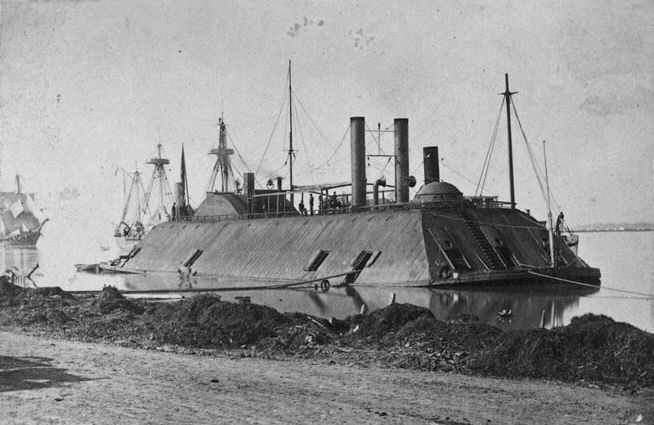
USS Essex in 1862

De USS Essex was tijdens de Amerikaanse Burgeroorlog een Noordelijk pantserschip of ironclad dat dienstdeed op de Mississippi.
Het schip werd in 1856 gebouwd in New Albany onder de naam New Era. Begin 1862 werd het bepantserd en omgedoopt tot de USS Essex. De Essex woog 1000 ton en was vernoemd naar Essex County in Massachusetts. Op 6 februari 1862 nam de Essex deel aan de Slag om Fort Henry en werd daarbij zwaar beschadigd door vijandelijk kanonvuur. Daarna werd de Essex vergroot, verbreed en compleet opnieuw uitgerust met krachtigere motoren en nieuwe bepantsering. Hierdoor veranderde zijn uiterlijk totaal. Na deze verbeteringen nam het schip tijdens de zomermaanden van 1862 deel aan operaties nabij het belegerde Vicksburg (Mississippi), waar het onder meer strijd leverde met de CSS Arkansas. Later kwam de Essex onder andere nog in actie bij Baton Rouge en Port Hudson (Louisiana). Het schip werd uit de vaart genomen in juli 1865 en enkele maanden later verkocht.